# Bácsborsód
Bácsborsód é um município da Hungria, situado no condado de Bács-Kiskun. Tem 77,52 km² de área e sua população em 2015 foi estimada em 1.087 habitantes.